# Peter Lougheed Provincial Park
Peter Lougheed Provincial Park är en park i Kanada.   Den ligger i provinsen Alberta, i den centrala delen av landet, 3 000 km väster om huvudstaden Ottawa. Peter Lougheed Provincial Park ligger 1 919 meter över havet.
Terrängen runt Peter Lougheed Provincial Park är varierad. Trakten runt Peter Lougheed Provincial Park är nära nog obefolkad, med mindre än två invånare per kvadratkilometer.. Det finns inga samhällen i närheten. 
I omgivningarna runt Peter Lougheed Provincial Park växer i huvudsak barrskog.